# Международная конфедерация свободных профсоюзов
Международная конфедерация свободных профсоюзов, МКСП (англ. International Confederation of Free Trade Unions, ICFTU) — международная профсоюзная организация, существовавшая в 1949—2006 годах. В 2006 году произошло слияние МКСП и Всемирной конфедерации труда (ВКТ), в результате которого было создано крупнейшее мировое профсоюзное объединение — Международная конфедерация профсоюзов (ITUC).

## Учреждение и принципы деятельности
МКСП была создана в 1949 году в результате раскола Всемирной федерации профсоюзов (ВФП). Причиной раскола стала несогласие части профсоюзных организаций (в основном социал-демократической, христианско-демократической или либеральной ориентации) с ростом влияния коммунистов в ВФП и её центральных структурах и отказа ориентированных на них представителей профсоюзов ряда стран поддержать план Маршалла. Учредительный съезд МКСП прошел в Лондоне 7 декабря 1949 года. На учредительном конгрессе присутствовали 261 делегат из 53 стран, представлявшие 48 миллионов работников. В состав МКСП в тот момент входили — Американская федерация труда и Конгресс производственных профсоюзов (КПП) в США, британский Конгресс тред-юнионов, французская Всеобщая конфедерация труда — Рабочая сила, Центральное объединение профсоюзов Швеции, Норвежская конфедерация профсоюзов, голландская Федерация профсоюзов, а также национальные профсоюзные объединения из Австралии, Бельгии, Дании, Ирландии, Новой Зеландии и Швейцарии.
В Манифесте МКСП, принятом на учредительной конференции 1949 года, говорилось: «Мы утверждаем, что экономическая и политическая демократия неотделимы… Объединяйтесь с нами для борьбы за мир, в котором люди будут свободны от тирании коммунистов, фашистов, фалангистов и всех других форм тоталитаризма». Слоганом МКСП стал «Хлеб, свобода, мир»: «Хлеб — экономическая безопасность и социальная справедливость для всех», «Свобода — через экономическую и политическую демократию», «Мир — со свободой, справедливостью и достоинством». Новое международное объединение рассматривало в качестве своей основной задачи «организацию неорганизованного [рабочего класса] в мировом масштабе и реорганизацию дезорганизованного». Были поставлены задачи для МКСП, касавшиеся разных частей мира — помощь молодому рабочему движению в индустриально отсталых странах, таких как, например, Корея и Индия, надзор за условиями труда в колониальных районах Африки, в Западной Европе — «борьба за освобождение профсоюзов от деформирующего влияния коммунистов».
В Советском Союзе МКСП рассматривалась как реформистское социал-демократическое профсоюзное объединение. В Большой советской энциклопедии третьего издания отмечалось, что принятые МКСП в 1949 устав, манифест и декларация о социально-экономических требованиях содержат «антикоммунистические выпады наряду с выражением готовности вести борьбу за права профсоюзов, за экономический, социальный и культурный прогресс в рамках социал-демократического реформизма».

## Развитие и влияние в мире
В 1950-е годы МКСП активно распространяет своё влияние в Азии, а позже в Африке. После развала советского блока Конфедерация устанавливает связи с профобъединениями в Восточной Европе и странах бывшего СССР. В 1988 году численность МКСП составляет 87 миллионов человек, а в 1992 году — 100 миллионов. В 1990-е годы к МКСП присоединяются три российских профсоюза — ФНПР, ВКТ и КТР.
31 октября 2006 года МКСП объединяется с Всемирной конфедерацией труда в Международную конфедерацию профсоюзов. Перед объединением МКСП насчитывал 225 организаций в 148 странах мира с общей численностью в 157 миллионов человек.

## Деятельность
МКСП имел три региональные организации: Азиатская и Тихоокеанская (АТРО, Asia and Pacific Regional Organisation), Африканская (АФРО, African Regional Organisation) и Межмериканская (МРОТ, Organización Regional Interamericana de Trabajadores). Поддерживает связи с Европейской конфедерацией профсоюзов (ЕКП, European Trade Union Confederation), членами которой являются все европейские организации МКСП, и глобальными профсоюзными федерациями, которые связывают национальные профсоюзы отдельных отраслей на мировом уровне.
Главной в деятельности МКСП являлась борьба в защиту прав рабочих. Конфедерация лоббировала ратификацию т. н. «ключевых норм трудовых прав» («core labour standards») — восьми фундаментальных конвенций МОТ о свободе ассоциаций, о запрете детского и принудительного труда и запрете дискриминации на рабочем месте.
МКСП имеет службу, занимающуюся мониторингом и защитой рабочих прав. Каждый июнь МКСП публикует Ежегодные обзоры нарушений прав профсоюзов. В этих обзорах рассматриваются нарушениях профсоюзных прав по всему миру, даются цифры количества нарушений, фокусируется внимание на некоторых актах насилия или убийствах профсоюзных активистов.
В Уставе МКСП записано, что организация «обязуется защищать основные демократические свободы, бороться за равенство возможностей для всех людей, добиваться искоренения всех в мире форм дискриминации и подчинения по национальному, религиозному, половому или социальному признакам, противостоять и бороться с тоталитаризмом и агрессией во всех формах».
Также Устав декларирует 17 целей организации. В частности, в нем записано, что она должна «проводить программы по профсоюзному и рабочему образованию, как необходимое приложение к организационной деятельности Конфедерации в тех странах, где профсоюзы ещё не существуют или ещё очень слабые, а также как средство продвижение лучшего понимания задач движения свободных профсоюзов во всех странах».
В 2004 году австралийский профсоюзный лидер Шэрон Барроу (Sharan Burrow) стала первой женщиной, избранной на пост президента МКСП.

## Ежегодный обзор нарушений прав профсоюзов: 2006 год
Вышел 7 июня 2006 года, и представляет информацию за 2005 год. В пресс-релизе обзора отмечалось:

«115 профсоюзных активистов убиты за защиту рабочих прав в 2005 году, более 1 600 подверглись физическому насилию и около 9 000 арестованы… За участие в профсоюзной деятельности уволено около 10 000 работников, а почти 1 700 взято под стражу».

### Африка
«Одна из основных характеристик нарушений в Африке — это недостаточное уважение правительств к правам своих работников, которые ограничены в праве на организацию, коллективный договор и проведение забастовок», — говорится в обзоре. Отмечается продолжение нарушений прав на организацию профсоюза коммунальных служб в Лесото; использование полицией резиновых пуль и слезоточивого газа во время рабочих забастовок и протестов в Южной Африке; гибель членов профсоюза водителей в Джибути во время демонстрации водителей микроавтобусов и грузовиков.

### Америка
В Америке было убито 80 профсоюзных активистов — больше, чем во всех других странах мира. 70 из них погибли в Колумбии. В Эквадоре 44 рабочих плантации Сан-Хосе были уволены за создание профсоюза. В Канаде в 2005 году осуществлялось давление государственных органов на Федерацию учителей Британской колумбии.

### Азия и Океания
В Бангладеш, Камбодже, Китае, Индии, Южной Корее и Филиппинах обзор выделяет самые явные нарушения профсоюзных прав. В Бангладеш три профсоюзных активиста были убиты вследствие вмешательства полиции в акцию протеста на «Sinha Textile Mill». В Южной Корее во время проведения пикета был убит Ким Тэ Хван (Kim Tae-hwan) из Федерации корейских профсоюзов. На Филиппинах были убиты лидер Профсоюза пищевой и лекарственной промышленности Диосдадо Фортуна (Diosdado Fortuna) и президент Профсоюза рабочих сахарной промышленности Рикардо Рамос (Ricardo Ramos), смертельно ранен Викториа Рамонте (Victoria Ramonte) — активист Профсоюза работников колледжа Андреса Сориано.

### Европа
Часть, посвященная Европе начинается со слов: «Сильное сопротивление созданию независимых профсоюзов как со стороны работодателей, так и со стороны органов государственной власти было характерным для всех уголков Центральной и Восточной Европы». В Молдове правительство инициировало компанию по выводу работников из независимого профсоюза Конфедерация профсоюзов Республики Молдовы. Постоянное вмешательство в деятельность профсоюзных организаций происходит в Белоруссии, где в последнее время принято несколько законов, усложняющих деятельность независимых профсоюзов. Серьёзному давлению подверглись профсоюзы в Турции и Польше. В России в 2005 году был убит профсоюзный активист.

### Ближний Восток
В Ираке в течение первых двух месяцев 2005 года Хади Салих (Hadi Salih), международный секретарь Иракской федерации профсоюзов (ИФП), подвергся зверским пыткам и был убит. Были похищены два члена ИФП Талиб Хадим (Talib Khadim) и Саади Эдан (Saady Edan). Предпринимались две попытки покушения на жизнь президента отделения ИФП в Киркуке. Были убиты Али Хасан Абд (Ali Hassan Abd) из Профсоюза работников нефтяной и газовой промышленности и Ахмед Адрис Абас (Ahmed Adris Abas) из Профсоюза транспорта и коммуникаций.
Катар, в свою очередь, выделяется хорошими новостями — там принимается новый Трудовой кодекс, согласующийся с международными стандартами, и позволяющий в том числе учреждать свободные профсоюзы.

## Генеральные секретари МКСП
- 1949—1960 — Якоб Хендрик Ольденброк (Jacobus Hendrik Oldenbroek)
- 1960—1967 — Омер Беку (Omer Becu)
- 1967—1972 — Гарм Геерт Байтер (Harm Geert Buiter)
- 1972—1982 — Отто Кирстен (Otto Kersten)
- 1982—1992 — Йон Вандервекен (John Vanderveken)
- 1992—1995 — Энцо Фризо (Enzo Friso)
- 1995—2001 — Билл Джордан (Bill Jordan)
- 2001—2006 — Гай Райдер (Guy Ryder)

## Статьи
- Bread, Peace & Freedom Архивная копия от 31 мая 2009 на Wayback Machine (Time, 1949) (англ.)
- Международная конфедерация свободных профсоюзов — статья из Большой советской энциклопедии.  (рус.)